# Стрежень (повесть)
«Стрежень» — повесть русского советского писателя Виля Липатова, опубликована в 1961 году.

## История
Повесть была впервые опубликована в 1961 году в журнале «Новый мир» (№ 4—5). Первое издание повести появилось в том же году в одноимённой книге, вышедшей в издательстве «Советский писатель» («Стрежень», М., Советский писатель, 1961).
Повесть «Стрежень», как и многие другие произведения писателя («Глухая Мята», «Чужой»), построена на «конфликте отношения личности и коллектива». Липатов довольно прямо показывает противоречие между бригадой рыбаков и молодой девушкой с её бездушной «принципиальностью». В роли мудрого старика, носителя трудового опыта, в повести показан дядя Истигней, который не будучи формально руководителем, фактически ведёт весь коллектив, по-отцовски заботясь о молодёжи.

## Сюжет
Бригада рыбаков работает на Оби на катере «Чудесный», занимаясь рыбной ловлей на песчаной обской косе. Молодой рыбак Стёпка влюблён в красавицу Викторию, которая устроилась в бригаду учётчицей, чтобы получить производственную рекомендацию и поступать в медицинский институт. Старый опытный рыбак дядя Истигней, душа бригады, по своим приметам знает когда и где будет хороший лов. Ульян Тихий, бывший когда-то одним из лучших штурвальных на Оби, спился, постоянно нарушает дисциплину, но рыбаки, и особенно Наталья, стараются помочь ему. Виктория выступает перед бригадой и заявляет, что рыбаки работают недостаточно интенсивно, задерживаясь по утрам, не понимая, что дядя Истигней намеренно ждёт хорошего для лова времени. Как-то утром она замечает с катера, как Стёпка с Натальей вместе идут на работу, а позже при поставке сети с катера те по-дружески заигрываются и Стёпка падает в воду, а сеть наматывается на винт и рвётся. Стёпка стыдится своего поведения, а Виктория, ревнуя его, решает, что у того нет цели в жизни и что она не хочет связывать с ним свою жизнь. Постепенно отношения бригады с Викторией всё больше и больше охлаждаются. Талантливый механик Семён, друг Стёпки, с другими членами бригады по совету дяди Истигнея разрабатывает специальный редуктор для ускорения выборки невода. Успешное нововведение становится широко известно в районе, о бригаде пишут в газете. Виктория, которая не участвовала в разработке механизма, случайно попадает в заметку и будучи принципиальной, но слишком прямолинейной, выступает перед бригадой, заявляя, что кто-то нарочно это сделал, чтобы её унизить. На замечание дяди Истигнея, что Ульян, который к тому времени бросил пить и много работал над механизмом, наоборот, не попал в заметку, но не возмущается этим, так как они в бригаде работают не для славы, Виктория бросает реплику, что, конечно, нельзя же человека, сидевшего в тюрьме, помещать в статью… На следующий день к бригаде подплывают матросы с корабля, чтобы встретиться с Ульяном для предложения по просьбе дяди Истигнея вновь вернуться штурвальным. Однако, Ульян сильно опаздывает, а когда появляется, то оказывается, что он вдребезги пьян… Дядя Истигней, заключив, что Ульян сорвался и вновь запил из-за грубой реплики Виктории, говорит ей, что не получит она пока рекомендации и должна сначала учиться жизни…

## Персонажи
- Стёпка Верхоланцев — молодой рыбак
- Виктория Перелыгина — молодая учётчица
- Николай Михайлович Стрельников — бригадир рыбаков
- Евстигней Мурзин, дядя Истигней — старый рыбак
- Виталий Анисимов — рыбак
- Григорий Пцхлава — грузин, рыбак
- Семён Кружилин — механик катера
- Ульян Тихий — рыбак-коловщик, бывший штурвальный
- Наталья Колотовкина — рыбачка, соседка Степана
- Тётка Анисья — повариха рыбацкой бригады
- Григорий Иванович — отец Виктории, учитель языка и литературы
- Полина Васильевна — мать Виктории, директор школы
- Анна Куклина — жена Григория
- Порфирий Иванович — отец Анны
- Лука Лукич — отец Стёпки
- Евдокия Кузьминична — мать Стёпки